# Slaves Shall Serve
Slaves Shall Serve peti je EP poljskog ekstremnog metal sastava Behemoth objavljen 2005.

## O albumu
Prve četiri pjesme snimljene su tijekom snimanja albuma Demigod u studiju Hendrix od srpnja do kolovoza 2004. Posljednji dvije pjesme snimljene su tijekom koncerta na Sweden Rock Festivalu 2005.
EP je objavljen kao poboljšani audio disk s dva videa za pjesmu "Slaves Shall Serve". Uključene su j cenzurirana i necenzurirana verzija.
Godine 2011. EP (uz neobjavljenu pjesamu uživo) bio je u paketu s EP-om Conjuration i objavljen je na kompilaciji Abyssus Abyssum Invocat.

## Popis pjesama
| 1.    | »Slaves Shall Serve« (albumova verzija)                                        | Krzysztof Azarewicz | Nergal                                             | 3:05 |
| 2.    | »Entering the Pylon ov Light« (pjesma koja se ne pojavila na ni jednom albumu) | Krzysztof Azarewicz | Nergal                                             | 3:42 |
| 3.    | »Penetration« (obrada The Nefilima)                                            | Carl McCoy          | Carl McCoy, Cian Houchin, Paul Niles, Simon Rippin | 3:10 |
| 4.    | »Until You Call on the Dark« (obrada Danziga)                                  | Glenn Danzig        | Glenn Danzig                                       | 4:26 |
| 5.    | »Demigod« (uživo)                                                              | Nergal              | Nergal                                             | 3:22 |
| 6.    | »Slaves Shall Serve« (uživo)                                                   | Krzysztof Azarewicz | Nergal                                             | 3:28 |
| 7.    | »Slaves Shall Serve« (glazbeni spot)                                           | Krzysztof Azarewicz | Nergal                                             | 3:05 |
| 24:18 |                                                                                |                     |                                                    |      |

## Zasluge
| Behemoth - Nergal – gitara, vokal, produkcija - Inferno – bubnjevi - Orion – bas-gitara, prateći vokal Dodatni glazbenici - Seth – gitara, prateći vokal | Ostalo osoblje - Graal – grafički dizajn, naslovnica - Grzegorz Piwkowski – mastering (pjesme 2. – 6.) - Thomas Eberger – mastering (pjesme 1.) - Arkadiusz Malczewski – inženjer zvuka, miks - Daniel Bergstrand – miks (pjesme 1.) - Shelley Jambresic – fotografije - Joanna Rechnio – smjer (glazbenog spota) |